# 平貞皇后
平貞皇后崔氏（？—？），南唐成宗李超妻。
她事跡不詳，只知她嫁與南唐成宗及生南唐惠宗李志。昇元三年（939年），李昪即南唐皇帝位，尊封李超諡號孝平皇帝，廟號成宗。而崔氏就被上諡號平貞皇后。